# Sorex nanus
Sorex nanus är en däggdjursart som beskrevs av Clinton Hart Merriam 1895. Sorex nanus ingår i släktet Sorex och familjen näbbmöss. IUCN kategoriserar arten globalt som livskraftig. Inga underarter finns listade i Catalogue of Life.
Arten blir med svans 82 till 105 mm lång och svanslängden är 27 till 45 mm. Vikten ligger vid 1,8 till 3,2 g. Pälsen har på ovansidan en brun till olivbrun färg och det finns en tydlig gräns mot den gråa undersidan som kan ha en ljusbrun skugga. Dessutom är svansen uppdelad i en mörk ovansida och en ljus undersida. Under vintern har näbbmusen en mera grå och ljusare färg.
Denna näbbmus förekommer i USA i Klippiga bergen och i Great Plains. Den lever där i den alpina tundran, i barrskogar, på bergsängar, i blandskogar, i buskskogar och i prärien.
Sorex nanus äter insekter, daggmaskar, spindlar och andra ryggradslösa djur. Dessutom ingår några små ryggradsdjur och växtdelar i födan. Arten håller ingen vinterdvala. I bergstrakter har honor en kull under juli eller i början av augusti samt ytterligare en kull i slutet av augusti eller i september. Den andra kullen har i genomsnitt 6,5 ungar. Antagligen börjar fortplantningstiden i låglandet tidigare och antalet ungar per kull kan vara större. Den första parningen sker efter första vintern.
Kvarlevor från fem individer av Sorex nanus hittades 1967 tillsammans med skelett från andra näbbmöss i en behållare av lergods i Mesa Verde nationalparken i Colorado. Antagligen samlades näbbmössen av regionens ursprungsbefolkning innan de placerades i kärlen. Enligt en teori betraktades näbbmössen av indianerna som en gudomlighet som skyddade lagrade grödor från gnagarangrepp.